# Laurențiu Iorga
Laurențiu Cătălin Iorga (* 17. März 1988 in Babadag) ist ein rumänischer ehemaliger Fußballspieler. Der offensive Mittelfeldspieler spielte auch in Polen.

## Karriere
Iorga begann seine Karriere bei Oțelul Galați. Im Sommer 2007 kam er in den Kader der ersten Mannschaft und bestritt am 15. September 2007 sein erstes Spiel in der Liga 1. Schon bald wurde er zur Stammkraft im Team von Trainer Petre Grigoraș. In den ersten beiden Jahren sprangen Platzierungen im Mittelfeld heraus. Dies änderte sich, als Dorinel Munteanu das Training übernahm. Nach einem fünften Platz am Ende der Saison 2009/10 gewann Iorga mit der Meisterschaft 2011 seinen ersten Titel. In der darauf folgenden Champions-League-Saison kam er zu drei Einsätzen, konnte das Ausscheiden seiner Mannschaft aber nicht verhindern.
Anfang 2014 wechselte Iorga zu Astra Giurgiu. Mit seinem neuen Klub beendete er die Saison 2013/14 als Vizemeister hinter Steaua Bukarest und gewann anschließend den rumänischen Pokal. Nach acht Einsätzen für Astra schloss er sich im Sommer 2014 Ligakonkurrent Pandurii Târgu Jiu an. In der Winterpause wurde er für ein halbes Jahr an Oțelul ausgeliehen. Seit dem Sommer 2015 spielt er für den Erstligisten FC Voluntari. Weitere Stationen, diesmal in Polen und seiner Heimat, folgten.

## Erfolge
- Rumänischer Meister: 2011
- Rumänischer Pokalsieger: 2014